# Putting Pants on Philip
Putting Pants on Philip is een Amerikaanse stomme film van Laurel en Hardy uit 1927.

## Verhaal
Piedmont Mumblethunder (Hardy) schaamt zich voor zijn kilt dragende Schotse neefje Philip (Laurel) die met de boot aankomt en veel aandacht trekt. Philip is moeilijk in toom te houden, vooral als hij een mooie vrouw ziet. Ook pogingen om hem bij de kleermaker een broek aan te passen lopen mis. Wanneer Philip op een luchtrooster staat, waait zijn kilt omhoog, net als Marilyn Monroe 28 jaar later zou overkomen in The Seven Year Itch.

## Rolverdeling
| Acteur             | Personage                     |
| ------------------ | ----------------------------- |
| Stan Laurel        | Philip                        |
| Oliver Hardy       | Piedmont Mublethunder         |
| Charles A. Bachman | Politieagent                  |
| Ed Brandenberg     | Kaartjescontroleur van de bus |
| Harvey Clark       | Kleermaker                    |
| Dorothy Coburn     | Vrouw waar Philip op valt     |
| Sam Lufkin         | Scheepsdokter                 |